# Fatih Terim
Fatih Terim (Adana, 4 de setembro de 1953) é um treinador e ex-futebolista turco que atuava como zagueiro. Atualmente comanda o Al Shabab.

## Carreira

### Como jogador
Quando jogador, atuou a maior parte de sua carreira pelo Galatasaray.

### Como treinador
Iniciou sua carreira de treinador no ano de 1987. Comandou as equipes do Ankaragücü, Fiorentina, Milan, Galatasaray e também a Seleção Turca. Ganhou destaque internacional no ano de 2000, ao levar o Galatasaray ao título da Copa da UEFA.
Até 24 de setembro de 2013, acumulou os cargos de treinador da Seleção Turca e do Galatasaray, quando foi dispensado deste último. No entanto, reassumiu o comando da equipe em 2018.
Em 10 de janeiro de 2022, foi demitido após uma sequência de maus resultados do Galatasaray na Süper Lig, encerrando assim a sua quarta passagem pelo clube turco.

## Títulos

### Como jogador
Galatasaray
- Copa da Turquia: 1975–76, 1981–82 e 1984–85
- Supercopa da Turquia: 1982

### Como treinador
Turquia Sub–21
- Jogos do Mediterrâneo: 1993

Galatasaray
- Supercopa da Turquia: 1996, 1997, 2012, 2013 e 2019
- Süper Lig: 1996–97, 1997–98, 1998–99, 1999–00, 2011–12, 2012–13, 2017–18 e 2018–19
- Copa da Turquia: 1998–99, 1999–00 e 2018–19
- Copa da UEFA: 1999–00